# Resurrection (tv-serie)
|  | For andre betydninger, se Resurrection |
Resurrection er en amerikansk, fantasy-drama tv-serie fra 2014. Serien handler om døde mennesker, der vender tilbage til livet. Serien er baseret på bogen The Returned af Jason Mott.

## Medvirkende

### Main
- Omar Epps som Immigration and Customs Agent J. Martin "Marty" Bellamy/Robert Thompson
- Frances Fisher som Lucille Langston
- Matt Craven som Sheriff Fred Langston
- Devin Kelley som Dr. Maggie Langston
- Mark Hildreth som Pastor Tom Hale
- Samaire Armstrong som Elaine Richards
- Landon Gimenez som Jacob Langston
- Kurtwood Smith som Henry Langston

### Tilbagevendende
- Kathleen Munroe som Rachael Braidwood
- Kevin Sizemore som Gary Humphrey
- James Tupper som Dr. Eric Ward
- Tamlyn Tomita som Dr. Toni Willis
- Travis Young som Ray Richards
- Veronica Cartwright som Helen Edgerton
- Lori Beth Sikes som Janine Hale
- April Billingsley som Barbara Langston
- Ned Bellamy som Sam Catlin
- Sam Hazeldine som Caleb Richards (sæson 1)
- Jwaundace Candece som Mrs. Camille Thompson
- Shawn Shepard som Mr. Wallace Thompson
- Nadej Bailey som Jenny Thompson
- Christopher Berry som Deputy Carl Enders
- Glenn Fleshler som Mikey Enders (sæson 2)
- Michelle Fairley som Margaret Langston (sæson 2)[3]
- Donna Murphy som Elegant Woman/Angela Forrester (sæson 2)
- Kyle Secor som Brian Addison (sæson 2)
- T.J. Linnard som William Kirk (sæson 2)
- Jim Parrack som Preacher James Goodman (sæson 2)